# مارک رینولدز
مارک رینولدز (انگلیسی: Mark Reynolds؛ زادهٔ ۲ نوامبر ۱۹۵۵) قایقران قایق بادبانی اهل ایالات متحده آمریکا است.